# Zygomolgus tenuifurcatus
Zygomolgus tenuifurcatus är en kräftdjursart som först beskrevs av Georg Ossian Sars 1917.  Zygomolgus tenuifurcatus ingår i släktet Zygomolgus, och familjen Lichomolgidae. Arten har ej påträffats i Sverige.